# ناو سن جیورجیو
ناو سن جیورجیو (به انگلیسی: Italian cruiser San Giorgio) یک کشتی بود. این کشتی در سال ۱۹۰۸ ساخته شد.